# 29 رمضان
- السبت
- الأحد
- الاثنين
- الثلاثاء
- الأربعاء
- الخميس
- الجمعة

- 11 مارس 2025
- 22 مارس 2025
- 33 مارس 2025
- 44 مارس 2025
- 55 مارس 2025
- 66 مارس 2025
- 77 مارس 2025
- 88 مارس 2025
- 99 مارس 2025
- 1010 مارس 2025
- 1111 مارس 2025
- 1212 مارس 2025
- 1313 مارس 2025
- 1414 مارس 2025
- 1515 مارس 2025
- 1616 مارس 2025
- 1717 مارس 2025
- 1818 مارس 2025
- 1919 مارس 2025
- 2020 مارس 2025
- 2121 مارس 2025
- 2222 مارس 2025
- 2323 مارس 2025
- 2424 مارس 2025
- 2525 مارس 2025
- 2626 مارس 2025
- 2727 مارس 2025
- 2828 مارس 2025
- 2929 مارس 2025
- 130 مارس 2025
- 231 مارس 2025
- 31 أبريل 2025
- 42 أبريل 2025
- 53 أبريل 2025
- 64 أبريل 2025

29 رمضان أو 29 رمضان المُبارك أو يوم 29 \ 9 (اليوم التاسع والعُشرون من الشهر التاسع) هو اليوم الخامس والستون بعد المائتين (265) من أيَّام السنة (أو السادس والستون بعد المائتين لو كان شهر شعبان مُتممًا لليوم الثلاثين أو السابع والستون بعد المائتين لو أتم كلاً من صفر وربيع الآخر وجمادى الآخرة وشعبان ثلاثين يوماً) وفق التقويم الهجري القمري (العربي). يبقى بعده 89 أو 90 يومًا لانتهاء السنة.

## أحداث
- 2هـ - فُرضت زكاة الفطر، وفرضت الزكاة ذات الأنصبة، وشُرعت صلاة العيد، وكان الأمر بالجهاد.
- 48هـ - عقبة بن نافع يأمر ببناءِ مدينة القيروان لتكون حصنًا منيعًا للمسلمين ضد اعتداءات الروم.
- 384هـ - قوات دولة الأندلس الأموية تشّن هجوماً على طنجة شمال المغرب، في محاولة من الخليفة الأموي الحكم المستنصر بالله للاحتفاظ بالقواعد المغربية المطلّة على المضيق، مثل سبتة وطنجة، وذلك لإبعاد خطر الفاطميين عن دولة الأندلس الأموية.
- 386هـ - الخليفة الفاطمي الحاكم بأمر الله يدخل مدينة القاهرة في موكب حافل وبين يديه الأعلام والبنود والعساكر ونودي في البلد باستحلال دم من خالف بيعته.
- 699هـ - وقوع معركة وادي الخزندار (مرج الصفر) جنوب شرق دمشق، والتي انهزم فيها المسلمون بقيادة الناصر محمد بن قلاوون على يد التتر.
- 719هـ - القضاة وكبار الفقهاء يجتمعون في دمشق عند والي الشام (نائب السلطنة المملوكية) حيث قرئ عليهم كتاب من السلطان الناصر محمد بن قلاوون يتضمن منع الشيخ ابن تيمية من الإفتاء في مسائل الطلاق. واتخذ المجلس قرارًا بالتأكيد على ذلك.
- 875هـ - قضاة القضاة يتوجهون إلى الخانقاة المنصورية قلاوون لرؤية هلال شوال، وتخلف عنهم القاضي الحنفي ابن الشحنة لاعتكافه بسبب غضب السلطان قيتباي عليه، كما تخلف أيضا القاضي الحنبلي بسبب مرضه. وادعى من حضر من القضاة والعلماء أنهم لم يروا الهلال حتى لا تكون خطبتان في يوم واحد (خطبة العيد وخطبة الجمعة) فيكون ذلك فألًا سيئًا على السلطان قيتباي، إذ كانوا يتشاءمون من مجيء العيد يوم جمعة فتكون فيه خطبة للعيد ثم خطبة للجمعة مما يعني أن السلطان القائم سيموت أو يعزل ويحل محله سلطان جديد، ولذلك أدعوا أن الهلال لم يظهر.
- 1240هـ - إبراهيم باشا، قائد الجيوش المصرية، والذي أرسله مُحَمّد علي باشا، والي مصر، لنجدة الجيوش العثمانية في اليونان، التي اشتعلت بالثورة ضد العثمانيين، ينجح في اقتحام مدينة نواترين بعد حصار شديد.
- 1342هـ - زحف الجيش اليمني لحرب الأدارسة وهزم الأدارسة واستولى اليمنيون على ميناء الحديدة وعين الإمام ولاته عليها ، وتقدم الجيش صوب عسير، وحاصر مدينتي صبيا وجازان.
- 1389هـ - سوريا تصادر ممتلكات شركة نفط العراق.
- 1393هـ - نيجيريا تقطع علاقتها الدبلوماسية مع إسرائيل لتصبح الدولة الأفريقية الثامنة عشر التي تقطع علاقاتها معها بعد حرب أكتوبر.
- 1405هـ - الأمير سلطان بن سلمان يقوم برحلة إلى الفضاء على متن المكوك الأمريكي "ديسكفري"، واستمرت الرحلة أسبوعًا.
- 1408هـ - الجيش السوفيتي يبدأ انسحابه من أفغانستان بعد 9 سنوات من غزوها.
- 1409هـ - تحطم مروحية يودي بحياة وزير الدفاع العراقي عدنان خير الله.
- 1425هـ - رئيس المجلس التشريعي الفلسطيني روحي فتوح يتولى رئاسة السلطة الوطنية الفلسطينية بالنيابة بعد الإعلان عن وفاة رئيس السلطة ياسر عرفات.
- 1437هـ - تفجير بجوار الحرم النبوي بالمدينة المنورة في السعودية يخلف 5 ضحايا، منهم 4 من قوات الأمن والإرهابي نفسه.
- 1438هـ - قوات الأمن السعودية تحبط عدة عمليات إرهابية في جدة وفي مكة المكرمة بالقرب من الحرم المكي الشريف.
- 1439هـ - تشكيل الحكومة الأردنية الجديدة برئاسة عمر الرزاز بعد صدور الإرادة الملكية.
- 1444 هـ - مقتل ما يزيد عن تسعين شخصًا وإصابة أكثر من 322 آخرين في حادثة تدافع في صنعاء باليمن.

## مواليد
- 648هـ - ابن المطهر الحلي، فقيه ومتكلم اشيعي إمامي.
- 1051هـ - محمد الرابع، السلطان العثماني التاسع عشر.
- 1298هـ - محمد سليم الجندي، لغوي ومدرّس وشاعر سوري.
- 1326هـ - محمد توفيق، ممثل مصري.
- 1341هـ - عدنان الباجه جي، سياسي عراقي.
- 1342هـ - توفيق الدقن، ممثل مصري.
- 1367هـ - سعيد الصالح، ممثل مصري.
- 1378هـ - نجاة حسين، مخرجة عراقية.
- 1381هـ -
  - أمينة العنابي، ممثلة ومغنية تونسية.
  - ولد الديرة، ممثل كويتي.
- 1398هـ - مروة محمد، ممثلة ومذيعة سعودية.

## وفيات
- 1350هـ - يوسف النبهاني، قاض وفقيه صوفي.
- 1355هـ - موسى العصامي، فقيه وكاتب وشاعر عراقي.
- 1359هـ - غريغوريوس حجار، مطران كنيسة الروم الملكيين الكاثوليك.
- 1409هـ - عدنان خير الله، وزير الدفاع العراقي.
- 1424هـ - لؤي الأتاسي، رئيس سوريا الأسبق.
- 1425هـ - ياسر عرفات، رئيس السلطة الوطنية الفلسطينية.
- 1429هـ - يوسف صبري أبو طالب، وزير الدفاع المصري سابقًا.
- 1441هـ - رومينا أشرافي، طفلة إيرانية ضحية قتل شرف من قبل والدها.

## وصلات خارجية
- حدث في يوم 29 رمضان
- موقع قصة الإسلام: حدث في شهر رمضان.